# Sobralia chrysoleuca
Sobralia chrysoleuca är en orkidéart som beskrevs av Heinrich Gustav Reichenbach. Sobralia chrysoleuca ingår i släktet Sobralia och familjen orkidéer.
Artens utbredningsområde är Bolivia. Inga underarter finns listade i Catalogue of Life.